# 1,10-菲啰啉-2,9-二甲醛
1,10-菲啰啉-2,9-二甲醛是一种有机化合物，化学式为C14H8N2O2。

## 制备及性质
该化合物可由2,9-二甲基-1,10-菲啰啉（新铜试剂）和二氧化硒在二氧六环或乙醇中反应得到。但反应完成后生成的红硒可能形成胶体而难以过滤除去，导致产率降低。以碘为氧化剂，在2-碘-2-甲基丙烷（tBuI）的存在下，也能完成反应。
1,10-菲啰啉-2,9-二甲醛和盐酸羟胺反应，生成1,10-菲啰啉-2,9-二甲醛肟。

## 谱图
1,10-菲啰啉-2,9-二甲醛的质谱图参见所附文献。